# Thorsten Sadowsky

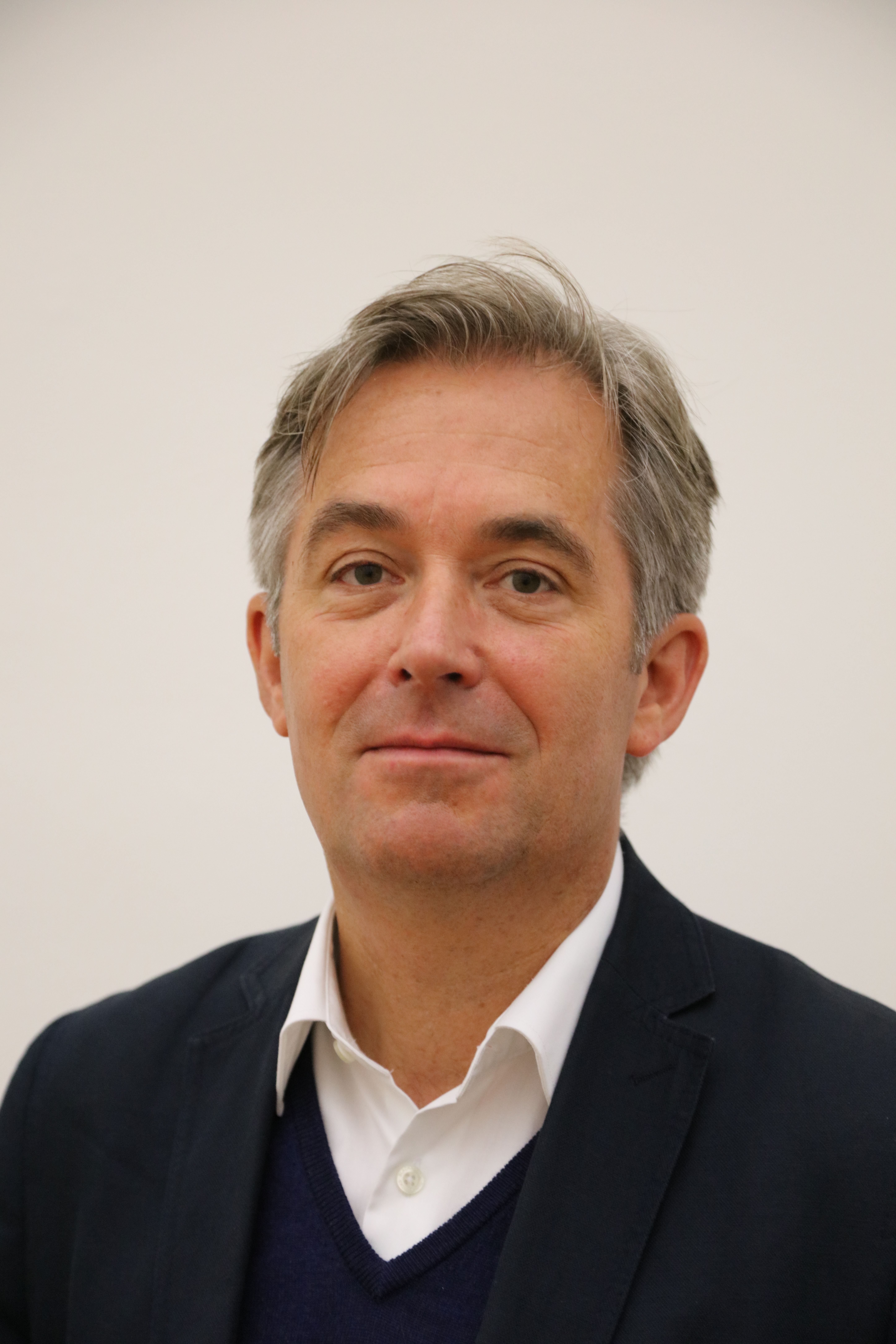
Thorsten Sadowsky (2016)

Thorsten Sadowsky (* 1961 in Hamm) ist ein deutscher Kunsthistoriker.

## Leben
Thorsten Sadowsky studierte an der Universität Hamburg, wo er 1991 dem Magister erlangte und 1996 promoviert wurde. Anschließend war er zunächst in Dänemark tätig: von 1995 bis 1997 war er Lehrbeauftragter an der Süddänischen Universität in Odense und an der Technischen Universität in Kopenhagen, von 1997 bis 2000 Kurator am Kunstmuseum in Tondern, 2000 Leiter der Abteilung für modernes Möbeldesign am Kunstmuseum Trapholt in Kolding, von 2001 bis 2006 Assistenzdirektor an der Kunsthalle Brandts in Odense und von 2006 bis 2008 Direktor der Kunsthalle Aarhus. Von 2009 bis 2013 war er Direktor des Museum Kunst der Westküste in Alkersum auf Föhr, von 2013 bis 2018 war er Direktor des Kirchner Museum Davos, von 2018 bis 2022 Direktor des Museum der Moderne Salzburg. Seit dem 1. Oktober 2022 ist er wissenschaftlicher Vorstand der Stiftung Schleswig-Holsteinische Landesmuseen sowie Direktor des Landesmuseums für Kunst und Kulturgeschichte auf Schloss Gottorf.